# Magellan Rise
Magellan Rise est une nouvelle banlieue du nord-est de la cité d’Hamilton de la région de Waikato , dans l’Île du Nord de la Nouvelle-Zélande.

## Municipalités limitrophes
Lors du recensement de 2018 en Nouvelle-Zélande, elle était limitrophe avec la zone nord, est et sud de Flagstaff  et était décrite par d’autres comme faisant partie de cette banlieue de Flagstaff.
Le secteur fut l’objet d’une autorisation (en) pour un développement durant l’année 2005 et il y avait des maisons vers l’est du cours d’eau nommé : «Te Awa O Katapaki Stream» vers 2009.
Elles étaient toujours en vente en 2020 par le promoteur du développement , qui était la société : « CDL Land New Zealand Limited» qui a aussi développé la banlieue adjacent d’Ashmore .
Lake Magellan fut créé par le nivellement du cours d’eau nommé :Te Awa O Katapaki Stream pour fournit la zone de drainage des eaux torrentielles (stormwater treatment) (en).
Il fut mis à niveau en 2019
à la suite du remodelage du secteur lié à l’inondation de 2013 .
Une canalisation reconstruite en 2013 rend le cours d’eau plus accessible pour les anguilles et les autres poissons.
Une partie des cours de la vallée, comprenant le  «Te Awa o Katapaki Reserve» fournissent un parcours de piste cyclable.
Des bus circulant sur la route «Orbiter dessert Discovery Drive» avec des intervalles de 15 minute 